# Landkreis Wunsiedel im Fichtelgebirge
Landkreis Wunsiedel im Fichtelgebirge är ett distrikt (Landkreis) i nordöstra delen av det tyska förbundslandet Bayern. Som namnet antyder ligger distriktet i bergsområdet Fichtelgebirge och även bergskedjans högsta topp Schneeberg (1 051 m ö.h.) finns här.